# 王風
王風（1966年—），福建福州人，北京大學現代文學教研室教員，教授，主要研究領域為中國近現代文學、文化研究以及古琴史、古琴器研究。

## 生平
古琴啟蒙於李禹賢，至北京大學讀書後，因王世襄之介隨鄭珉中繼續習琴。
1988年畢業於北大中文系文學專業本科，之後到福建電視臺工作。1994年繼續於北大攻讀碩士及博士，2000年畢業留校任教。曾開設「中國現代文學」、「五四新文化研究」、「中國現代散文研究」、「周氏兄弟研究」等課程。
曾協助鄭珉中編輯《故宫古琴》一書，負責其中的「古琴說明」部份。

## 著作
- 《世運推移與文章興替：中國近代文學論集》，北京大学出版社，2015年1月，ISBN 9787301256039。
- 《琴學存稿：王風古琴論說雜集》，重慶出版社，2016年，ISBN 9787229096311。

## 編著
- 《廢名集》（全六卷），北京大學出版社，2009年1月，ISBN 9787301147238。

## 獲獎
- 2016年，光華人文傑出青年學者獎
- 2015年，光華人文傑出青年學者獎
- 2013年，光華人文傑出青年學者獎
- 2010年，《廢名集》獲得第二屆「中國出版政府獎圖書獎」（一等獎）
- 2003年，唐弢青年文学研究奖（一等獎）
- 2003年，北京大學「優秀教學獎」
- 2003年，北京大學「優秀班主任獎」
- 2001年，北京大學「優秀青年教學獎」[1]

## 外部連結
- 講座「琴史概說」 - 北大古琴傳承計劃 （页面存档备份，存于）